# Margaritopsis huallagae
Margaritopsis huallagae är en måreväxtart som först beskrevs av Paul Carpenter Standley, och fick sitt nu gällande namn av Charlotte M. Taylor. Margaritopsis huallagae ingår i släktet Margaritopsis och familjen måreväxter. Inga underarter finns listade i Catalogue of Life.